# Gymnastique artistique aux Jeux olympiques d'été de 2012 - barres parallèles hommes
Pour un article plus général, voir Gymnastique artistique aux Jeux olympiques d'été de 2012.
Navigation
Pékin 2008 Rio de Janeiro 2016
La finale aux barres parallèles du concours homme de gymnastique artistique des Jeux olympiques d'été de 2012 organisés à  Londres (Royaume-Uni), se déroule à la North Greenwich Arena le 7 août 2012.

## Médaillés
| Or       | Argent        | Bronze         |
| Feng Zhe | Marcel Nguyen | Hamilton Sabot |

## Résultats

### Finale
| Rang               | Gymnaste             | Pays      | Score D | Score E | Pén. | Total  |
| ------------------ | -------------------- | --------- | ------- | ------- | ---- | ------ |
| Médaille d'or      | Feng Zhe             | Chine     | 7.000   | 8.966   |      | 15.966 |
| Médaille d'argent  | Marcel Nguyen        | Allemagne | 6.800   | 9.000   |      | 15.800 |
| Médaille de bronze | Hamilton Sabot       | France    | 6.700   | 8.866   |      | 15.566 |
| 4                  | Kazuhito Tanaka      | Japon     | 6.700   | 8.800   |      | 15.500 |
| 5                  | Daniel Corral        | Mexique   | 6.600   | 8.733   |      | 15.333 |
| 6                  | Emin Garibov         | Russie    | 6.500   | 8.800   |      | 15.300 |
| 7                  | Vasileios Tsolakidis | Grèce     | 6.500   | 8.800   |      | 15.300 |
| 8                  | Yusuke Tanaka        | Japon     | 6.400   | 8.700   |      | 15.100 |
| 9                  | Zhang Chenglong      | Chine     | 6.300   | 7.508   |      | 13.808 |

### Qualifications
| Rang | Gymnaste             | Pays       | Score D | Score E | Pen. | Total  | Qual. |
| ---- | -------------------- | ---------- | ------- | ------- | ---- | ------ | ----- |
| 1    | Yusuke Tanaka        | JPN        | 6.400   | 9.466   |      | 15.866 | Q     |
| 2    | Kazuhito Tanaka      | JPN        | 6.700   | 9.025   |      | 15.725 | Q     |
| 3    | Feng Zhe             | CHN        | 7.000   | 8.633   |      | 15.633 | Q     |
| 4    | Emin Garibov         | RUS        | 6.500   | 9.100   |      | 15.600 | Q     |
| 5    | Kōhei Uchimura       | JPN        | 6.500   | 9.033   |      | 15.533 | -     |
| 6    | Marcel Nguyen        | GER        | 6.800   | 8.725   |      | 15.525 | Q     |
| 7    | Vasileios Tsolakidis | GRE        | 6.500   | 8.966   |      | 15.466 | Q     |
| 8    | Daniel Corral        | MEX        | 6.600   | 8.833   |      | 15.433 | Q     |
| =9   | Hamilton Sabot       | FRA        | 6.500   | 8.866   |      | 15.366 | Q     |
| =9   | Zhang Chenglong      | CHN        | 6.500   | 8.866   |      | 15.366 | Q     |
| 11   | Samuel Piasecky      | SVK        | 6.400   | 8.958   |      | 15.358 | R     |
| 12   | Danell Leyva         | États-Unis | 6.600   | 8.733   |      | 15.333 | R     |